# Pseudocalotes saravacensis
Pseudocalotes saravacensis là một loài thằn lằn trong họ Agamidae. Loài này được Inger & Stuebing miêu tả khoa học đầu tiên năm 1994.